# Plato (Minnesota)
Plato és una població dels Estats Units a l'estat de Minnesota. Segons el cens del 2000 tenia 336 habitants.

## Demografia
Segons el cens del 2000, Plato tenia 336 habitants, 144 habitatges, i 99 famílies. La densitat de població era de 381,6 habitants per km².
Dels 144 habitatges en un 29,9% hi vivien nens de menys de 18 anys, en un 61,1% hi vivien parelles casades, en un 7,6% dones solteres, i en un 31,3% no eren unitats familiars. En el 22,9% dels habitatges hi vivien persones soles l'11,8% de les quals corresponia a persones de 65 anys o més que vivien soles. El nombre mitjà de persones vivint en cada habitatge era de 2,33 i el nombre mitjà de persones que vivien en cada família era de 2,76.
Per edats la població es repartia de la següent manera: un 22,6% tenia menys de 18 anys, un 6,3% entre 18 i 24, un 32,1% entre 25 i 44, un 24,1% de 45 a 60 i un 14,9% 65 anys o més.
L'edat mediana era de 38 anys. Per cada 100 dones de 18 o més anys hi havia 94 homes.
La renda mediana per habitatge era de 55.179 $ i la renda mediana per família de 62.917 $. Els homes tenien una renda mediana de 36.250 $ mentre que les dones 29.018 $. La renda per capita de la població era de 24.434 $. Cap de les famílies i el 2,8% de la població estaven per davall del llindar de pobresa.

## Poblacions més properes
El següent diagrama mostra les poblacions més properes.